# ایلیا مچنیکو
ایلیا ایلیچ مچنیکو (به روسی: Илья́ Ильи́ч Ме́чников) (1845-1916) ‏زیست‌شناس روسی در سال ۱۹۰۸ برای مطالعاتش درباره دستگاه ایمنی بدن برنده جایزه نوبل فیزیولوژی و پزشکی شد.

## تحصیلات
مچینکو در استان خارکوف واقع در امپراطوری روسیه و اوکراین امروزی زاده شد. پدرش یک اشرافزاده رومانیایی و مادرش اوکراینی-یهودی بود. او به عنوان یک ارتودکس غسل تعمید داده شد (هرچند او خود را اتئیست می‌دانست). او پس از تحصیلات متوسطه در رشته زیست‌شناسی در دانشگاه خارکف درس خواند. سپس در دانشگاه‌های گیسن، مونیخ و گوتینگن آلمان و ناپل ایتالیا در پروژه‌های تحقیقاتی شرکت داشت. او در سال ۱۸۶۷ دکترای خود را از دانشگاه سن پترزبورگ روسیه دریافت کرد و در رشته جانورشناسی به استادی دانشگاه تازه تاسیس اودسا درآمد.

## پژوهش‌ها
مچنیکو در سال ۱۸۸۲ از شغل  خود در دانشگاه استعفا داد و به سیسیلی ایتالیا رفت تا آزمایشگاه خصوصی باز کند اما موفق نبود. بنابراین به پاریس نزد لویی پاستور رفت و پاستور به او شغلی در انیستیتوی خود محول کرد و او تا آخر عمر در پاریس ماند.
حیطه تخصصی کار او در زمینه میکروب‌ها و دستگاه ایمنی بود. در سال ۱۸۸۲ او با مشاهده کار گلبول‌های سفید خون جانوران پدیده بیگانه‌خواری را کشف کرد. همچنین او در سال ۱۸۷۹ عفونت‌های قارچی را کشف کرد که باعث مرگ حشرات می‌شد سپس او و شاگردش ایزاک کراسیلشیک سمی برای کنترل آفات کشاورزی ساختند. در سال وبای فرانسه (۱۸۹۲) او آزمایشهایی روی خودش و دو داوطلب دیگر انجام داد تا دریابد چرا بعضی افراد در برابر این بیماری ایمن هستند و نتیجه گرفت آنها در روده‌های خود میکروبهای مفید بیشتری دارند. این تئوری هیچ وقت در دوره زندگی خود مچنیکو جدی گرفته نشد.

## مرگ
مچنیکو در سال ۱۹۱۶ در اثر سکته قلبی در پاریس درگذشت و به وصیت خودش بدنش برای کارهای علمی مورد استفاده قرار گرفت و باقیمانده آن سوزانده و در گورستان پرلاشز دفن شد. 